# James Green (Leichtathlet)
James „Jim“ Green (* 27. November 1932) ist ein ehemaliger US-amerikanischer Marathonläufer.
1959 wurde er Zweiter beim Yonkers-Marathon in 2:29:51 h und Achter beim Boston-Marathon in 2:29:58 h. Bei den Panamerikanischen Spielen in Chicago gewann er Silber mit 2:32:17 h.
1960 wurde er mit seiner persönlichen Bestzeit von 2:23:37 h Dritter beim Boston-Marathon. Einem neunten Platz beim Boston-Marathon 1961 folgte 1962 ein vierter Platz beim Western Hemisphere Marathon.